# Chorebus misellus
Chorebus misellus är en stekelart som först beskrevs av Marshall 1895.  Chorebus misellus ingår i släktet Chorebus och familjen bracksteklar. Arten är reproducerande i Sverige. Inga underarter finns listade i Catalogue of Life.